# 私を生きる
『私を生きる』（わたしをいきる）は中近東フリージャーナリストの土井敏邦監督による、日の丸の掲揚や君が代の斉唱に反対している教師を称賛したドキュメンタリー映画である。

## 概要
長年にわたりパレスチナを取材している映画監督の土井敏邦は、安倍政権による教育基本法の改正や日本国憲法の改正へのうごきに懸念を示し、石原都政による教育現場における言論の自由に対する統制へのうごきに懸念を示し、日本の右傾化に歯止めをかけたいという思いにより制作された。この映画の上映開始後は連日、根岸季衣、高橋哲哉、永田浩三、永井愛などのトークショーが開催された。

## 外部サイト
- 土井敏邦監督 『私を生きる』公式サイト
- 山形国際ドキュメンタリー映画祭、私を生きる